# Passacaglia

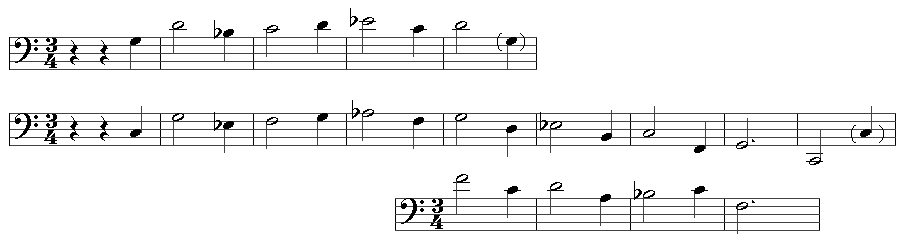
Kivonat Johann Sebastian Bach BWV 582/1-es c-moll passacagliájából

A passacaglia (ejtsd: passzakalja) a 17. és 18. század hangszeres irodalmának egyik leggyakoribb variációs formája. Akárcsak a chaconne és a folia, ostinato-basszusra épülő variációsorozatot jelent. A téma túlnyomórészt jambikus lejtésű, 3/4-es ütemű és a variációk során gyakorta a többi szólamban is megjelenik. A téma első megjelenésekor rendszerint méltóságteljes, majd a ritmikusan fokozódó variációk során virtuóz formát nyer. A chaconne-tól való eltérése, hogy az említett ismétlődésnek mindig a basszusban kell lennie.
Neve feltehetőleg az olasz passo di gallo (azaz kakaslépés) vagy a spanyol pasar és calle szavak összetételéből (azaz utcai séta) származik, ebből feltételezhető, hogy vándorszínészek és muzsikusok adhatták elő. Itáliába a 16. században került a gitárzene térhódításával. Önálló műfajként a barokk idején terjedt el.
Az első passacagliákat 1614-ben Girolamo Frescobaldi, olasz orgonavirtuóz írta. Az idők folyamán sok passacagliatéma alakult ki, amelyek saját nevet is kaptak. Ilyen például a La Folla (la folia vagy la folie d’Espagne – a spanyol könnyelműség). Nevét egyébként arról kapta, hogy ez az akkordsor spanyol népi dallamokon alapszik.  Különösen a barokk zene kora alatt volt népszerű. Gyakori Buxtehude, Pachelbel és Bach orgonamuzsikájában is. A legismertebb passacagliák ebből az időszakból Bach BWV 582-es c-moll passacaglia és fúgája valamint Henry Purcell When I am Laid in Earth áriája a Dido és Aeneasból. A romantikus zenében is gyakran előfordult (például Johannes Brahms 4. szimfóniájának fináléja, ahol Bach BWV 150-es kantátájának feldolgozása szól és ugyan maga a szerző nem titulálta passacagliának, de szerkezete miatt annak mondható; illetve Variációk egy Haydn-témára című művének zárótétele, ahol az eredeti téma egyszerűsített változatát használja ostinato basszusként). Johan Halvorsen is igen sok művében használta (amelyek igen népszerűek egyszerűségük ellenére magas zenei tartalmuk miatt), valamint Anton Webern is (Passacaglia Op. 1 1908-ből), Dohnányi Ernő (Variációk egy gyermekkori témára), Dmitrij Dmitrijevics Sosztakovics (8. szimfónia és hegedűverseny második tétele),  de Benjamin Britten egy-két műve is ide sorolható. Leghíresebb modern példája Alban Berg Wozzeck című operájában az I. felvonás 4. jelenete, amelynek dodekafon passacagliájára 21 variáció épül.